# Limusina

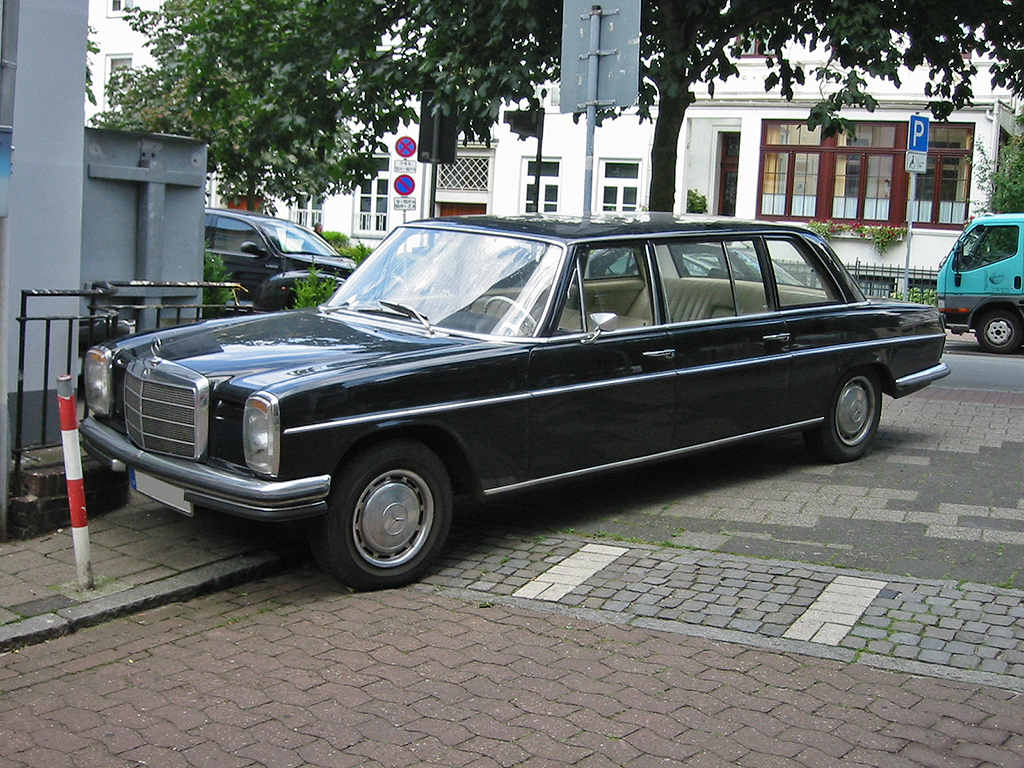
Clàssica limusina Mercedes-Benz W114

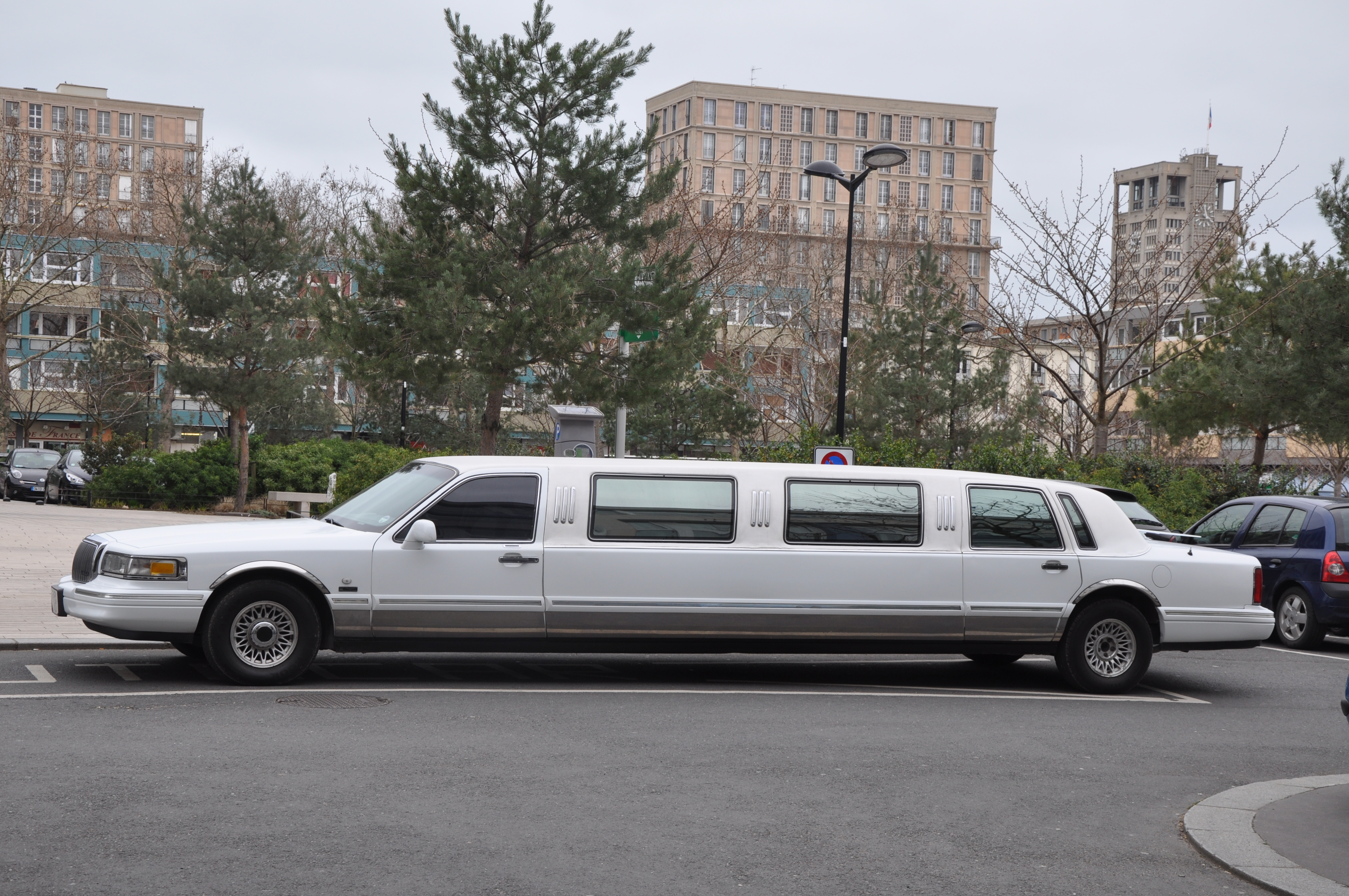
Limusina "Lincoln town car" dels anys 90. S'aprecia la seva longitud en comparar-la amb els altres vehicles

Una limusina és un vehicle de luxe amb carrosseria mes llarga del normal. El xassís, habitualment de color negre o blanc, pot haver estat ampliat bé pel fabricant, bé per un mecànic independent. Les limusines es condueixen normalment per xofers i fins a mitjans dels noranta van ser associades amb freqüència amb els rics. S'usen també per a ocasions especials com casaments, festes o turisme.
La primera limusina allargada va ser creada utilitzant un Lincoln Continental el 1954, considerant-se un rècord als vehicles de transport de luxe. Avui dia les limusines són conduïdes normalment per xofers i fins a mitjans dels noranta van ser associades freqüentment als milionaris.
Encara que algunes limusines són propietat de particulars, moltes ho són de governs per tal de transportar polítics importants, de grans companyies per portar executius o de mitjans de comunicació per als convidats. Moltes limusines, però, operen com a vehicles de lloguer, fent la competència als taxis. Els presidents dels Estats Units ha viatjat en una varietat de marques de limusines que es remunten a 1899.

## Fabricació
Una limusina està feta d'un cotxe tallat a la meitat i estès. Normalment els seients que es troben en el cotxe són reemplaçades per sofàs i bars. Se li afegeixen pantalles i un ambient de festa. Això fa a les limusines un mitjà de transport còmode encara que bastant insegur segons les normes actuals, ja que s'ha alterat l'estructura original del vehicle, els passatgers difícilment es transporten subjectes pels cinturons de seguretat, no es poden protegir adequadament per bosses d'aire i l'abundància d'elements de confort com aquells propis d'un bar contribueixen a l'existència d'elements solts que poden impactar en els passatgers en cas de maniobres brusques.

## Història
Els propietaris de carruatges rics i els seus passatgers estaven acostumats que el seu propi compartiment privat deixés el seu cotxer o conductor fora de qualsevol incidència climàtica. Quan van arribar els automòbils, les mateixes persones van requerir una disposició similar per als seus xofers. Com a tal, la definició de limusina de 1916 de la Societat d'Enginyers d'Automòbils dels EUA és "un cotxe tancat amb seients de tres a cinc a l'interior, amb el seient del conductor a l'exterior".
A Gran Bretanya, la limusina de-ville era una versió del cotxe de ciutat limusina on el compartiment del conductor estava fora i no tenia protecció contra la intempèrie.  La variant de limusina-landaulet (també venuda als Estats Units) tenia un desmuntable. o secció de sostre abatible sobre el seient del passatger posterior.
Als Estats Units, les subcategories de limusines el 1916 eren la berlina definida com "una limusina amb el seient del conductor completament tancat", i la brougham, definida com "una limusina sense sostre sobre el seient del conductor".